# سكار (الأسد الملك)
سكار (بالإنجليزية: scar)‏ هي شخصية متحركة تظهر على أنها الخصم الرئيسي في الفيلم الكرتوني الشهير الأسد الملك والذي كان من إنتاج شركة والت ديزني. تم إنشاؤه في عام 1989 من قبل كتاب السيناريو إيرين ميكي، وجوناثان روبرتس، وليندا وولفيرتون، ومن تحريك أندرياس ديجا. سكار هو الوريث المنعزل لـ أرض العزة، تم تقديم سكار في الفيلم الأول بصفته عم سيمبا والشقيق الأصغر لموفاسا. قرر سكار، والذي كان في الأصل أول من سيصل إلى عرش موفاسا، وذلك حتى استبداله فجأة بـ سيمبا وليد موفاسا ووريث العرش الجديد، فيقرر حينها إسترداد حلمه بالعرش الضائع من خلال قيادة جيش من الضباع في مؤامره لتولي العرش بالتخلص من موفاسا ونفي سمبا، عن طريق قتل موفاسا وإلقاء لوم وفاة الأب على إبنه سيمبا. تحاكي القصة وتعتمد بشكل فضفاض على قصة الملك كلوديوس، الخصم الرئيسي لمسرحية هاملت لوليام شكسبير، وقد استوحت شخصية سكار الشريرة أيضًا من أدولف هتلر. استند ديجا بصفته رسام الرسوم المتحركة المشرف على الشخصية في ظهور سكار على مظهر الممثل الصوتي الأصلي جيرمي أيرونز، بالإضافة إلى أداء الممثل الحائز على جائزة الأوسكار كلاوس فون بولو في فيلم انعكاس الحظ (1990). قبل أن يلقي آيرونز، نظر المخرجون في عرض الدور على الممثلين تيم كاري ومالكولم ماكدويل، يُظهر شيواتال إيجيوفور النسخة الواقعية للشخصية في طبعة سي جي آي الجديدة لفيلم الأسد الملك إنتاج عام 1994.
كشخصية، حصل سكار على إشادة واسعة النطاق من نقاد السينما، الذين استقبلوا أداء آيرونز الصوتي بحماس مماثل. ومع ذلك، قوبل عنف سكار ولوحة الألوان الداكنة والسلوكيات المخنثة المزعومة في البداية بجدل معتدل، اعتبره البعض عنصريًا وكراهية للمثليين. ومع ذلك، هو يعتبر واحداً من أعظم أشرار ديزني من خلال مختلف المنشورات بوسائل الإعلام، وتتصدر شخصيته قائمة وهافينغتون بوست ويصنف ضمن العشرة الأوائل من قوائم مماثلة نشرتها ياهو! أفلام، أورلاندو سنتينل، وقناة إي! وسي إن إن. كما تم تصنيفه من بين أعظم الأشرار في تاريخ الأفلام من قبل ديجيتال سباي و إنترتينمنت ويكلي.

## تطور

### المفهوم والتأثيرات
وُلد الأسد الملك لأول مرة في عام 1988. تم عرض الفيلم في النهاية على مديري ديزني التنفيذيين، وكان أحدهم من بين أول من لاحظ أوجه التشابه بين معاملة المؤلف توماس إم ديش ومسرحية وليام شكسبير هاملت. على الرغم من أن المخرج روب مينكوف استشهد أولًا بهذه التشابهات على أنها غير مقصودة في البداية،  فقد شعر دائمًا أنه من الضروري "إرساء [الفيلم] بشيء مألوف". كمخرجين، كان مينكوف وروجر أليرز يتطلعان إلى إنشاء "صورة حيوان تستند إلى بيئة أكثر طبيعية"،  واصفا الفيلم بأنه "مغامرة واقعية أكثر من ملحمة أسطورية."  وإن لم يكن أول فيلم ديزني قد مستوحاة من أعمال شكسبير،  يبقى الأسد الملك المثال الأبرز في الاستوديو  نظرا لأوجه الشبه الوثيقة بين شخصياتها وهاملت،  وفي حين تدور على حد سواء قصص الشخصيات الرئيسية في إطار الكفاح من أجل التصالح مع حقيقة أنه يجب عليهم مواجهة أعمامهم الخائنين والانتقام لموت آبائهم. شخصية سكار مبنية على الملك كلوديوس. وفقًا لـ مجلة سلايت، في حين أن كلوديوس هو في الغالب "شخصية يستهلكها القلق والشعور بالذنب، فإن سكار شخصية وإن لم تخلو من حس الدعابة فهي ملئية بالحقد وتتسم بشبح الإنتقام؛  لذا فكلا الشخصيتين أصبحتا من الأشرار بدافع أساسي من الغيرة. فعلى الرغم من وفاة كلا الشخصيتين في نهاية المطاف، إلا أن كلاوديوس قُتل على يد بطل الرواية هاملت بينما مات سكار "على يد أتباعه الضباع السابقين، وليس على يد سيمبا نفسه". بالإضافة إلى ذلك، تشترك الشخصية مع أياغو من مسرحية عطيل لشكسبير؛ كلا الخصمين ماهرين في استغلال مخاوف ضحاياهم.
تدور الحبكة الأصلية لـ الأسد الملك حول التنافس بين الأسود والبابون. البابون نفسه، كان سكار زعيمهم. بعد التخلي عن هذه المؤامرة، تمت إعادة كتابة سكار في شكل أسد مارق يفتقر إلى أي علاقة دم بكل من موفاسا وسمبا. قرر الكتاب في النهاية أن جعل الأخوين سكار وموفاسا سيجعل الفيلم أكثر إثارة للاهتمام. في وقت من الأوقات، امتلك سكار ثعبانًا أليفًا كصاحب، لكن تم التخلي عن هذه الشخصية. نظرًا لأن الفيلم كان يهدف في الأصل إلى أن يكون أكثر توجهاً للكبار، كان من المفترض أن يكون سكار مفتونًا بصديق الطفولة سمبا واهتمام الحب في نهاية المطاف نالا، حيث أراد أن تحكم اللبؤة الشابة معه كملكته  وبالتالي نفي الشخصية  عندما ترفض. كان من المفترض أن يتم استكشاف هذا المفهوم بشكل أكبر أثناء إعادة إنتاج أغنية سكار «كن مستعدا»،  ولكن تمت إزالة الفكرة والأغنية تمامًا من الفيلم في النهاية لأنهما اعتبرا «مخيفة» للغاية. بالإضافة إلى ذلك، كان هناك صعود حيث كان سكار سيهزم سمبا في الأصل، ويطرده من صخرة العزة، قبل أن تجتاحهما النيران. تم قطع هذه النهاية لكونها مظلمة للغاية بالنسبة للمشاهدين الصغار. لمزيد من التأكيد على نذالة الشخصية واستبدادها، اعتمد الكتاب بشكل فضفاض على سكار على أدولف هتلر. وفقا لصحيفة جيروزاليم بوست، فإن أغنية سكار «كن مستعدا» «تتميز بالضباع التي تخطو أوزة في تشكيل يذكرنا بمظاهرة نورمبرغ.»  تم اقتراح هذه الفكرة لأول مرة من قبل فنان القصة يورغن كلوبين.
وفقًا للمخرجين، «[a] جودة رعاية» كانت حيوية لدور سكار في الفيلم. قال مينكوف لصحيفة لوس أنجلوس تايمز، «عندما يضع سكار رحلة الذنب على سيمبا، هذه فكرة قوية ... ربما يكون شيئًا ليس نموذجيًا لصور ديزني الأخرى، من حيث ما يفعله الشرير». بالإضافة إلى ذلك، يعتبر سكار بمثابة خروج عن الأشرار السابقين من ديزني لأنهم «جاءوا على الأقل مهرجين كما كانوا شريرين». نظرًا لأن سكار هو الخصم الرئيسي للفيلم،  يعتقد رسام الرسوم المتحركة أندرياس ديجا أن «الأشرار يعملون بشكل جيد حقًا عندما يكونون بارعين»، موضحًا، «أن تراهم يفكرون ويخططون ويخططون أكثر إثارة للاهتمام من إظهارهم وهم يضربون شخصًا ما». من خلال إلقاء اللوم في وفاة موفاسا على سيمبا البريء، يتسبب سكار في نهاية المطاف في «دورة من الذنب والهرب والإنكار والخلاص، حيث يذهب البطل إلى المنفى الاختياري قبل أن يتصالح أخيرًا مع ذاكرة والده المقتول بسببه في إعتقاده الخاطئ، ويعود لمواجهة عمه الشرير ويعود بشكل عام لأرض العزة بعدما نضج تفكيره وعقله كثيراً». السطر الأول للشخصية في الأسد الملك «يلخص الفيلم بأكمله بشكل أساسي، ويقدم إنذارات حقيقية وواقعية». حيث تأتي جملة، «الحياة ليست عادلة، أليس كذلك؟ ترى أنا - حسنًا، أنا ... لن أكون ملكًا أبدًا. وأنت أيضاً... لن ترى نور يوم آخر». (تم إجراء تعديلات طفيفة على هذا السطر في طبعة 2019 الجديدة: «الحياة ... ليست عادلة. . . . إنه يا صديقي الصغير؟ بينما يولد البعض ليتغذى، يقضي البعض الآخر حياتهم في الظلام ... يضيع عمرهم في التسول للحصول على فتات. بالطريقة التي أراها... أنت وأنا متماثلان تمامًا: ... كلانا يريد إيجاد مخرج».)

### صوت

#### تجسد 1994
تم اعتبار تيم كاري ومالكولم ماكدويل في الأصل لدور سكار. ومع ذلك، فاز بالدور الممثل البريطاني جيريمي آيرونز  بسبب تدريبه المسرحي الكلاسيكي. أراد المخرجون عمدًا أن تظهر شخصية سكار كشخصية شكسبيرية. كان تجنيد آيرونز للفيلم يعد إنجازًا غير مسبوق للاستوديو لأنه، في ذلك الوقت، كان من النادر أن يوافق ممثل درامي من عيار آيرونز على التعبير عن شخصية متحركة،  خاصة فور فوزه بجائزة الأوسكار. في الواقع، كاد الممثل الحائز على جائزة الأوسكار  أن يرفض لأنه، خوفًا من تعريض حياته المهنية الناجحة للخطر، «كان حريصًا على القفز من دور درامي إلى فيلم رسوم متحركة.»  قبل فيلم الأسد الملك، اشتهرت آيرونز ببطولة العديد من الأشرار والخصوم في أفلام الحركة الحية «الموجهة نحو البالغين». على الرغم من أنه لعب دور البطولة في فيلم للأطفال من قبل، إلا أن الممثل اعترف بأنه لا يعكس نجاح الأسد الملك،  وهو الفيلم الذي اكتسب شهرة منذ ذلك الحين لممثلي هوليوود المشهورين الحائزين على جوائز،  والتي أشار إليها مؤرخ الرسوم المتحركة جيري بيك في كتابه دليل الفيلم المتحرك على أنه «قائمة الممثلين الأكثر إثارة للإعجاب على الإطلاق في فيلم الرسوم المتحركة».
كمخرجين، يعمل مينكوف وأليرز بشكل وثيق مع الممثلين لخلق أدائهم. ووصف آيرونز بأنه «رجل نبيل وممثل لامع»، وكشف أن الممثل كان يقدم باستمرار «تفسيرات إضافية للخطوط التي كانت رائعة». ذكر المنتج دون هان أن آيرونز «أراد حقًا اللعب بالكلمات والوتيرة»، مشيرًا على وجه التحديد إلى مشهد يقنع فيه سكار سيمبا على صخرة ويخدع الشبل الصغير للبقاء هناك وينتظر وصول والده بمفرده، ويدبلجها «أب وابنه ... شيء .» وفقا لهان، «الكوميديا في انعطاف [آيرونز] تأتي من سكار الذي يبدو ازدراءًا لدرجة أنه بالكاد يستطيع استدعاء الإرادة لإنهاء الجملة.»  كان مظهر آيرونز الجسدي وسلوكياته بمثابة مصدر إلهام لرسام الرسوم المتحركة أندرياس ديجا الذي كان يشرف على شخصية سكار، وهو تحريك قدمه في اشمئزاز. استشهد النقاد بأوجه التشابه الجسدية الكبيرة بين آيرونز وسكار.
في إشارة إلى الدور الذي حصل على جائزة الأوسكار من آيرونز، كلاوس فون بولو في " عكس الثروة" (1990)، أعطى الكتاب سكار أحد سطور فون بولو، "ليس لديك فكرة"، التي نطق بها آيرونز بنبرة مماثلة. وفقًا للمؤلفة راشيل شتاين من كتاب وجهات نظر جديدة حول العدالة البيئية: النوع الاجتماعي والجنس والنشاط، يعتمد آيرونز على "تاريخه في لعب شخصيات ذكورية منحرفة جنسيًا وخطيرة اجتماعيًا لتحريك تصويره لشخصية سكار". على العكس من ذلك، كشفت آيرونز لـ كونكت سافانا أن أوجه التشابه بين أصوات سكار وكلاوس فون بولو كانت غير مقصودة إلى حد كبير، موضحة: "أيا كان الصوت الذي أتى تم التوصل إليه من خلال النظر إلى الرسومات الأولية، ومن الحرية التي منحني المخرجون تجربتها اى شى." واستنتج آيرونز أن "حقيقة أنه قد يذكرك أحيانًا بكلوز، تأتي من حقيقة أنهما يشتركان في نفس صندوق الصوت " 
أثناء تسجيل أغنية سكار «كن مستعداً»، واجه آيرونز تحديات بصوته الغنائي. ورد أن الممثل «فجر صوته» عند ربط الخط «لن تتنشق بدوني»، مما يجعله غير قادر على إكمال الرقم الموسيقي. ونتيجة لذلك، اضطرت ديزني لتجنيد صوت الممثل الأميركي جيم كامينغز، الذي كان أيضا تم توفير صوت الأسد الملك ' يضحك ضبع إد في ذلك الوقت،  انتحال آيرونز وتسجيل ما تبقى من الأغنية. قال جيم كامينغز لصحيفة هافينغتون بوست إن «الغناء اللطيف» هو في الواقع شيء يواصل الممثل القيام به بانتظام، بعد أن فعل الشيء نفسه للممثل الأمريكي راسل مينز، صوت الرئيس بوهاتان في ديزني بوكاهونتاس (1995). لاحظ النقاد أن مكاوي «تزيف طريقه ... من خلال» كن مستعدًا«في التقليد الكبير للغناء الحديث،» رسم أوجه التشابه بينه وبين الممثل الأمريكي جيمس كاجني والممثل الإنجليزي ريكس هاريسون. وكشف ديجا أنه خلال جلسة التسجيل، كانت معدة آيرونز تتذمر. قال ديجا مازحا، «يمكن سماع صوت الهدير في تسجيله، لذلك كان علينا تسجيل هذا الجزء من حواره مرة أخرى.»  نتيجة لهجة آيرونز البريطانية البارزة، قارن النقاد كل من الممثل وسكار بشير خان، الشرير في فيلم ديزني كتاب الأدغال (فيلم 1967)، الذي عبر عنه الممثل الإنجليزي جورج ساندرز.

#### التجسد
تم اختيار شيواتال إيجيوفور رسميًا في 1 نوفمبر 2017 لدور سكار في إعادة إنتاج الحركة الحية (سي جي آي)، الأسد الملك (2019) من إخراج جون فافرو، حيث أثار إعجابه بعد مشاهدة أدائه العدائي مثل بارون موردو في فيلم مارفيل دكتور سترينج (2016). قال إيجيوفور إنه «خاصة مع سكار، سواء كانت جودة صوتية تسمح بثقة معينة أو عدوانية معينة، لتعلم دائمًا أنك في نهاية الأمر تلعب دور شخص لديه القدرة على قلب كل شيء رأساً على عقب جزء من الثانية مع أعمال عنف شائنة - يمكن أن تغير درجة حرارة المشهد بالكامل». قال فافرو عن اختيار إيجيوفور، «[هو] مجرد ممثل رائع، يجلب لنا القليل من إيقاع منتصف المحيط الأطلسي وتأخذ جديد في الشخصية. إنه يجلب هذا الشعور بالشرير شكسبير لتحمله بسبب خلفيته كممثل. إنه لأمر رائع أن يكون لديك شخص ما يتمتع بالخبرة والمحنكة مثل شيويل؛ هو فقط يبث حياة رائعة في هذه الشخصية». عندما تمت مقابلة جيريمي آيرونز على لاري كينج الآن في 30 نوفمبر 2016، أعرب عن رغبته في إعادة تأدية الدور.

### التصميم والتوصيف
رفض الاستوديو في الأصل فيلم الأسد الملك باعتباره خطرًا لأنه، في ذلك الوقت، كان يعتقد أن أعظم الأفلام هي من بطولة الناس. بسبب قلقه بشأن حداثة الفيلم، قرر رئيس ديزني جيفري كاتزنبرج تقسيم الاستوديو إلى فيلمين منفصلين للرسوم المتحركة، الأسد الملك و بوكاهونتاس، وقد أطلق على الأخير اسم «ذا هوم ران» لأنه كان من المتوقع أن يكون أكثر نجاحًا من المشروعين. انجذب رسامو الرسوم المتحركة الأكثر خبرة وخبرة في ديزني إلى بوكاهونتاس، بينما تم ترحيل رسامي الرسوم المتحركة الأحدث في الاستوديو للعمل على الأسد الملك، وأطلقوا على أنفسهم اسم «بي-تيم». ومع ذلك، تلقى أليرز قرار كاتزنبرج بشكل إيجابي كفرصة لـ «رسامي الرسوم المتحركة الأحدث ... للارتقاء إلى الأدوار القيادية»،  من بينهم أندرياس ديجا، الذي أصبح الرسوم المتحركة المشرف على سكار. اشتهر بتحريك العديد من الأشرار من ديزني،  لخص ديجا التجربة على أنها «أكثر متعة من رسم الأبطال» لأن «لديك الكثير لتعمل به من حيث التعبيرات والتمثيل والرسم أكثر مما كنت ستحصل عليه مع شخصية لطيفة. أميرة أو أمير ... حيث يجب أن تكون حريصًا جدًا في التصميم».
قبل الانضمام إلى الأسد الملك، كان ديجا قد طور بالفعل سمعة طيبة في تحريك شخصيات ديزني الشريرة. قبل الرسوم المتحركة سكار، كان ديجا قد خدم مؤخرًا كمشرف الرسوم المتحركة لـ جاستون وجعفر، الأشرار في فيلم ديزني الجميلة والوحش (فيلم 1991) وعلاء الدين (1992) على التوالي. في البداية، كان ديجا يفكر في فكرة تحريك البطل بدلاً من الشرير من أجل التغيير،  يفكر في تولي مهمة تحريك سمبا بدلاً من ذلك. ومع ذلك، سرعان ما تراجعت ديجا عندما علمت أن صوت سكار سيكون من قبل آيرونز، وشعرت أنه سيكون «ممتعًا» لتحريك شخصية عبر عنها مثل هذا الممثل المرموق. في هذه الأثناء، كان منكوف وأليرز يفكران بالفعل في ديجا لتحريك سكار بوقت طويل قبل أن يقترب صانع الرسوم المتحركة من المخرجين بشأن المنصب. تجاوز المستوى التجسيمي المستخدم في فيلم الأسد الملك مستوى أي فيلم رسوم متحركة من إنتاج شركة ديزني سبقه. نظرًا لأن سكار هو حيوان على عكس الإنسان،  واجه ديجا ورسامو الرسوم المتحركة تحديات وقيودًا معينة عندما يتعلق الأمر بغرس الحركة في الشخصية،  وبالتالي جربوا التلاعب بتعبيرات وجه سكار، وتحديداً الطريقة التي بها يميل رأسه بتنازل ويرفع حاجبيه ويرفع ذقنه. تم رسم كل حيوان بسمات وخصائص معينة تشبه الإنسان من أجل المساعدة في نقل المشاعر ورواية القصة. وفي الوقت نفسه، قام الاستوديو بتجنيد أسود حية لرسامي الرسوم المتحركة للدراسة أثناء الرسم. بصفته الشرير في الفيلم، فإن سكار هو الأسد الوحيد المرسوم بالمخالب.
وصف أوين غليبرمان من إنترتينمنت ويكلي شخصية سكار بأنها "شخصية شفقة وشر وكوميديا غادرة" مع "آيرونز" ... يملأ هذا الجبان المخادع بكراهية الذات الذكية بأناقة. "  بصفتك رسامًا للرسوم المتحركة، يعتقد ديجا أنه "إذا كان لديك صوت رائع للعمل به، فقد انتهى نصف عملك."  بالاستمتاع بالطريقة التي تتمتع بها مكاوي "بطريقة الكلمات والصياغة"،  استند ديجا بشكل متعمد إلى ظهور شخصية سكار على الممثل نفسه، وتحديداً شكل فمه وتعبيرات وجهه. تم دمج العديد من السمات الجسدية للممثل في تصميم سكار، حيث اعترف آيرونز بالتعرف على عينيه الفضفاضتين في شخصيته. بالإضافة إلى ذلك، درس ديجا أداء آيرونز في أفلام " عكس الثروة" (1990) و " الضرر" (1992) للإلهام،  بينما رفض مشاهدة كتاب "ذا جانجل بوك" من إنتاج شركة ديزني أثناء العمل على الأسد الملك من أجل تجنب التأثر. بواسطة شرير الفيلم - شير خان، نمر.

### موسيقى
يغني سكار أغنيته «كن مستعدًا» الذي كتبها مؤلف الأغاني إلتون جون وتيم رايس، بينما كان يفكر في مؤامرة قتل موفاسا وجلب الضباع لأرض العزة معًا. وصفها بأنها أغنية الفيلم الرئيسية وقال عنها أنها «أحلك»، و «أبهى»  «أنشودة فاشية»  فتسلسل الموسيقية يصور الأسد «، كما فاشي كبير». وفقًا لـ بيزنس إنسايدر، بالإضافة إلى اعتماد الشخصية بشكل فضفاض على أدولف هتلر للتأكيد بشكل أكبر على استبداد سكار، استند صانعو الأفلام بشكل مباشر إلى أغنيته «كن مستعداً» التي تشير إلى النازية من خلال وجود جيش سكار من الضباع وهو يقوم بمخاطبتهم من حافة عالية - مشابهة للطريقة التي كان يخطب بها هتلر من الشرفة -  في فيلم الدعاية النازية انتصار الإرادة (1935)،  فيلم يوثق ألمانيا النازية خلال عام 1934.
وفقًا لـ إنترتينمنت ويكلي، نشأ المفهوم من رسم لفنان القصة يورغن كلوبين، حيث تم تصوير سكار على أنه هتلر. على الرغم من التردد في موافقة رئيس الرسوم المتحركة في ديزني آنذاك جيفري كاتزنبرج، قرر صانعو الأفلام في نهاية المطاف متابعته، واصفين التسلسل بأنه «انتصار في مسيرة نورمبرغ النموذجية». واستعرضت صحيفة سانت لويس بوست ديسباتش، «تلك الضباع المتساقطة تبدو وكأنها متأخرة قليلاً»  بينما صاغها فيلم سكول سكول ريككتز «تجمعًا جهنميًا» 
في 3 فبراير 2019، أفاد سكايلر شولر منديس إنسايدر أن أغنية «كن مستعدًا» ستكون واحدة من الأغاني التي ظهرت في النسخة الجديدة لعام 2019 من فيلم الأسد الملك، من إخراج جون فافرو. في 24 يونيو 2019، أصدرت ديزني قائمة الأغنية الرسمية للموسيقى التصويرية (والتي تتضمن الأغنية).

## ظهور

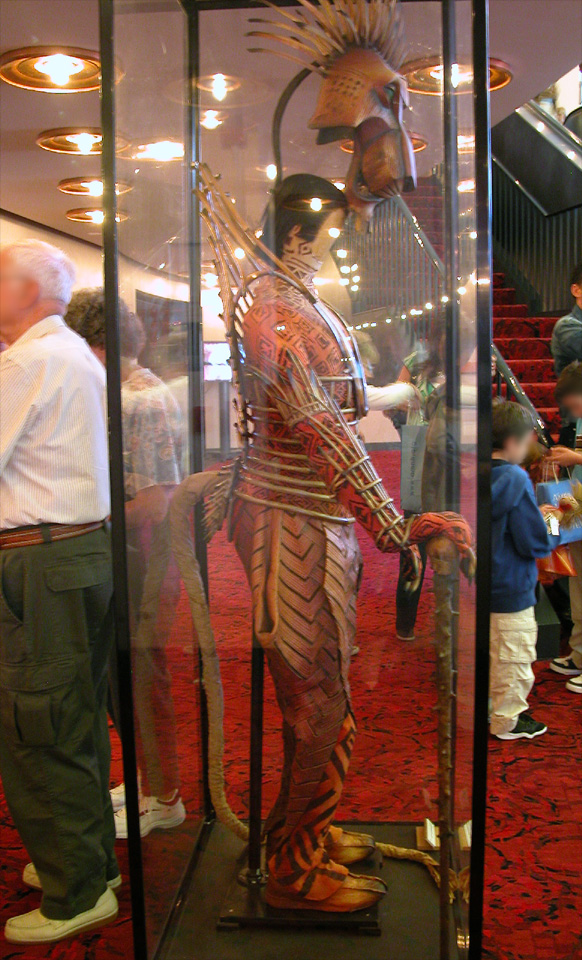
زي شخصية سكار من المسرحية الموسيقية "الأسد الملك"

### أفلام الرسوم المتحركة

#### الأسد الملك(1994)
ظهرت شخصية سكار لأول مرة في الأسد الملك (1994). كان الأخ الأصغر الغيور لموفاسا، سكار هو التالي في ترتيب تولي العرش حتى ولد ابن أخيه سيمبا، ابن موفاسا، ليحل محله. عاقدة العزم على استعادة حقه المولد، يضع سكار خطة لقتل كل من سمبا وموفاسا. محاصرة سيمبا بذكاء في ممر ضيق، يشير سكار إلى أتباعه من الضباع، شينزي وبانزاي وإد، لإحداث تدافع من الحيوانات البرية. على الرغم من أن موفاسا أنقذ سيمبا، إلا أن الملك ضعيف وغير قادر على الخروج من الوادي إلى بر الأمان. عندما يطلب موفاسا المساعدة من سكار، يقوم سكار بدلاً من ذلك بإلقاء شقيقه حتى الموت أدناه. مقنعًا سيمبا بأنه المسؤول عن وفاة موفاسا، ينصح سكار الأمير بالهرب وعدم العودة أبدًا، ثم يأمر الضباع بمطاردته وقتله. مع مقتل شقيقه وافتراض وفاة ابن أخيه، يعود سكار إلى صخرة العزة ويخبر الفخر بأن كلا من الأب والابن ماتا في التدافع قبل أن يصبحا ملكًا والسماح للضباع بدخول أراضي برايد.
مرت سنوات بينما يبدد سكار موارد المملكة ويسمح لجيش الضباع بإحداث الفوضى في أراضي الكبرياء التي أصبحت قاحلة. في هذه الأثناء، يزور شبح موفاسا سيمبا حيًا وبالغًا، ويشجعه على العودة إلى أراضي الكبرياء وأخذ مكانه الصحيح كملك. بمساعدة أصدقائه نالا وتيمون وبومبا، وصل سيمبا إلى برايد روك وشاهد سكار وهو يضرب والدته سارابي ويواجه سكار، الذي يطالب سيمبا بالاعتراف بالفخر بأنه قتل موفاسا. بينما يستعد لرمي سيمبا من برايد روك وجعله يقابل مصيرًا مشابهًا لمصير والده، يهمس سكار أنه هو الذي قتل موفاسا، واثقًا من أن السر سيموت معه. غاضبًا، سيمبا يتعامل مع سكار ويجبر عمه على الاعتراف بالحقيقة للفخر، ويبدأ معركة شرسة بين الكبرياء وتيمون وبومبا وزازو ورفيكي وضباع سكار. يحاول سكار الهروب، لكن سيمبا حاصره على قمة برايد روك ؛ يتوسل سكار من أجل الرحمة وحتى محاولات إلقاء اللوم على جرائمه على الضباع، غير مدركين أنهم يستمعون في مكان قريب. يتجاهل سمبا سكار ويعطيه فرصة أخيرة للهرب وعدم العودة أبدًا. عندما استدار سيمبا، يهاجمه سكار ويقاتلون. يكتسب سيمبا اليد العليا ويتغلب على سكار ويلقيه فوق حافة الجرف إلى قاعدة برايد روك. ينجو سكار من السقوط، لكنها تتعرض للهجوم والقتل من قبل الضباع المنتقمة، منهية عهده الرهيب إلى الأبد.

#### الأسد الملك الثاني: فخر سيمبا
بسبب وفاته في الأسد الملك الجزء الأول، فإن ظهور سكار ووجوده في تكملة الأسد الملك II: عهد سمبا (1998) محدود. من ناحية القصة، يظل دوره حيويا. عند (وعلى الرغم من) وفاة سكار، يقرر فخر أسود منافس يعرف باسم الغرباء البقاء مخلصًا له. يقود الفخر زيرا، أكثر أتباع سكار تفانيًا. نظرًا لأنه لم يكن لدى سكار أي أشبال من تلقاء نفسه، فقد تم اختيار ابن زيرا كوفو ليكون وريث سكار. سيمبا ينفي الغرباء إلى المنفى ويمنع ابنته كيارا من الذهاب إلى هناك. ومع ذلك، فهي تذهب إلى هناك على أي حال، وتلتقي كوفو وتصادق عليها. في هذه الأثناء، يقوم زيرا بتدريب كوفو على قتل سمبا، ولكن عندما يصبح شابًا بالغًا، يغير رأيه عندما يبدأ في تطوير مشاعره تجاه كيارا.
تظهر شخصية سكار بشكل قصير في الفيلم خلال كابوس سيمبا. في الكابوس، يجري سيمبا على الجرف حيث مات والده في التدافع، محاولًا إنقاذه. يتدخل سكار، ومع ذلك، ثم يتحول إلى كوفو ويرمي سمبا من الجرف. تظهر شخصية سكار حجابًا آخر في بركة من الماء، كانعكاس، بعد نفي كوفو من أرض العزة.

#### الأسد الملك 1 1/2
مرة أخرى، يظهر سكار في هذا الفيلم لكنه لا يتكلم. ومع ذلك، مرة أخرى، يبقى دوره حيويا، القصة الحكيمة. في الفيلم، تذكر نالا سكار عندما تشرح لتيمون وبومبا سبب مغادرة سيمبا.
تظهر شخصية سكار ثلاث مرات في ذروة الفيلم. أول ظهور هو المشهد الذي يدعم فيه سيمبا ضد الحافة، تمامًا عندما يضرب البرق قاعدة برايد روك، في المشهد حيث يعترف بقتل موفاسا، قبل أن يعلقه سيمبا، ويدافع عنه الضباع. يظهر مرة أخرى عندما كان سيمبا يطارده، الذي تلاحقه الضباع، الذين قاتلوا فيما بعد تيمون وبومبا. آخر ظهور لـ سكار في الفيلم هو عندما هزمه سمبا وألقى به من حافة صخرة العزة في ألسنة اللهب أدناه، حيث تعرض للخيانة والقتل على يد أتباعه ؛ الضباع.

### موسيقى برودواي
أنتج نجاح الأسد الملك مسرحية موسيقية في برودواي مبنية على الفيلم، من إخراج جولي تيمور مع كتاب من تأليف المخرج المشارك الأسد الملك روجر أليرز وكاتبة السيناريو إيرين ميكي. نشأ الممثل الأمريكي جون فيكري دور سكار. في أحد المشاهد الموسيقية، يحاول سكار، خلال أغنية «جنون الملك سكار»، إغواء نالا شابة بالغة وجعلها ملكته وأم صغاره. لكن نالا ترفض تقدم سكار وتترك برايد روك.

### الأسد الملك(2019)
في النسخة الجديدة من الرسوم المتحركة الواقعية بالكمبيوتر، وصف الممثل الصوتي شويتل إيجيوفور سكار بأنه «ممسوس نفسيا» و «بوحشية» أكثر من الفيلم الأصلي. قال إيجيوفور أيضًا إن «علاقة [سكار وموفاسا] دمرت تمامًا وعُوملت بوحشية من خلال طريقة تفكير سكار. إنه مصاب بمرض غروره وعوزه». من بين التغييرات، قيل إن سكار قد تحدى موفاسا في الماضي وخسر (يعني ضمنيًا أنه حصل على ندبه في القتال)، وأن كلا الأخوين قد تودد إلى سرابي، الذي اختار موفاسا. كما أنه ليس متحالفًا مع الضباع منذ البداية وعليه كسب ثقتهم. خلال فترة حكمه، يلعب سكار دورًا أكثر نشاطًا في الصيد جنبًا إلى جنب مع مجموعة الضباع، ويُرى أيضًا وهو يحاول إجبار سرابي، الذي لا يزال يشتهيه، على أن يصبح رفيقه وملكته. يقيد كل حديث عن أخيه المتوفى بدلاً من حظر اسمه. تظهر ندبه باللون الأسود بدلاً من الوردي كما في الفيلم الأصلي، ومظهره العام مشابه بشكل لافت للنظر لمظهر الأسد الآسيوي، الذي يمتلك بدة أرق بشكل ملحوظ وبنية أخف.
خلال الذروة، عندما حاول إبعاد سيمبا عن برايد روك، ارتكب سكار خطأ الاعتراف بتذكر اللحظة الأخيرة لموفاسا، والتي تكشف الحقيقة للبؤات، كما ادعى سابقًا أنه لم يصل إلى الخانق في الوقت المناسب لإنقاذه. كما هو الحال في الفيلم الأصلي، يحاول سكار الهروب بينما تقاتل الضباع اللبؤات، لكن سيمبا يلاحقها إلى حافة بالقرب من قمة برايد روك. عند محاصرته، يطلب سكار الرحمة ويحاول تأطير الضباع على جرائمه، مستنكرًا إياها بـ «الزبالين المثيرين»، غير مدركين أنهم يستمعون إلى الجوار. يرفض سيمبا تصديق أكاذيب سكار، لكنه يبقي حياته بشرط أن يترك أراضي الكبرياء إلى الأبد. يرفض سكار سيمبا ويهاجمه، الذي يقذفه من الجرف بعد قتال قصير. ينجو سكار من السقوط، لكنه سرعان ما يحيط به ويهاجمه الضباع الانتقامية. في تغيير طفيف للنهاية الأصلية، تحارب سكار في البداية ضد الضباع، لكنها سرعان ما تغمرها وتؤكل على قيد الحياة.

### حارس الأسد
تم تصوير سكار في لوحات طوال الموسم الأول من مسلسل قيادة الأسد الحارس التلفزيوني، والذي يشرح بعضًا من خلفيته. عندما كان سكار أصغر سنًا - وفقًا للتقاليد لجميع الأطفال المولودين في الثانية في عهد «الأسد الملك» الحالي - قاد حرس الأسد الذي حمى أرض العزة ودافع عن «دورة الحياة» من جميع الأعداء قبل أن يقود ابن أخيه العظيم كيون الحرس. مثل كيون، تم منح سكار أيضًا زئير الزعماء، مما يتسبب في هدير أسود أرض الكبرياء مع المستخدم. ومع ذلك، انتقلت القوة إلى رأس سكار واعتقد عبثًا أنه بهذه القوة، يجب أن يكون الملك بدلاً من موفاسا، ولكن عندما رفض زملاؤه أعضاء الحرس الأسد مساعدته في خطته للإطاحة بموفاسا، دمرهم سكار بشراسة بزئير الزعماء. فكان نتيجة لذلك، أنه فقد الزئير إلى الأبد، لأنه من المفترض أن يستخدم فقط للخير وليس للشر.
تظهر شخصية سكار كروح نارية في بركان في الموسم الثاني (عبر عنها ديفيد أويلوو ) بدءًا من فيلم عودة سكار الخاص لمدة ساعة واحدة، عندما استدعاه كيون دون علمه بعد استخدام زئير الزعماء في غضب عند جانجا يستفزه الضبع. بعد استدعائها، يتآمر سكار مع جانجا والحيوانات الأخرى في المنفى للاستيلاء على أراضي العزة وهزيمة الحراس وسمبا الجديدتين، اللذين لم يكنا على دراية في البداية بعودة سكار.
في وقت لاحق من الموسم، اكتشف الحراس أن سكار قد عاد أثناء وجودهم في المنفى للحصول على الرماد البركاني اللازم لعلاج سمبا من لدغة العقرب. عند عودته إلى برايد لاندز، يعترف كيون لفريقه بأن أمامهم معركة صعبة، لكنه يظل واثقًا من أنهم سيكونون قادرين على هزيمة سكار. يبدأ جيش سكار في نهب مواقع مختلفة في أراضي الكبرياء، مما تسبب في اضطرابات كبيرة، حتى قام الحراس بتدريب سكان أراضي الكبرياء في ميليشيا قادرة على صد الآوتلاندرز.
في الموسم الثالث الخاص بـ معركة أرض العزة لمدة ساعة، يقاتل سكار مع الحراس، في محاولة لإحراق صخرة العزة، بالإضافة إلى قتل جانجا وعشيرته معهم لإغراءهم بالانضمام إلى عشيرة الجسيري. في نهاية العرض الخاص، هزم كيون سكار باستدعاء ملوك الماضي العظماء، لمعاقبة سكار على جرائمه، مما أدى إلى تدميره، وتحرير أراضي العزة والمنفى من طغيانه إلى الأبد.
في الفلاش باك في معركة أرض العزة، تم الكشف عن أن ندبة مراهقة قد قابلت أسدًا مارقًا عرض مساعدته في الإطاحة بموفاسا، لكن رفيق الكوبرا المارق سممه، مما أدى إلى تفاقم غيرة سكار بشكل تدريجي وأظهر غرائزه الأكثر قتامة. قتل سكار الأسد المارق وأفعاه الكوبرا، وأطلق عليها موفاسا لقب «سكار» الذي قيل إنه لا مبالي بمحنة سكار. ثم تبنى سكار اللقب وبدأ بالتآمر لقتل شقيقه شخصيًا. كل هذا يحفز سكار على منح كيون نفس المصير، وتوجيه الكوبرا أوشاري لتعليم كيون بنفس الطريقة ؛ تدور الكثير من الموسم الثالث حول نتائج هذا.

### آخر

#### قصة شقيقين(كتاب)
يظهر سكار عدة مرات في ست مغامرات جديدة، وهي سلسلة كتب تكملة لـ الأسد الملك الأصلي. والأهم من ذلك أنه هو الخصم في رواية قصة شقيقين. في القصة، يخالف سيمبا بوعده لكوبا، ابنه، ويحذر رفيقي من ذلك، مستخدمًا علاقة سكار بوالده، اهادي، كمثال على سبب خطأ هذا. الشعور بأن موفاسا هو الطفل المفضل، يحاول سكار أن يجعله يبدو أحمق من خلال تحريضه على جاموس اسمه بوما. ومع ذلك، فشلت الخطة وخرج سكار، الذي أطلق عليه حينها تاكا، باسمه باعتباره «علامة على العار».

#### ألعاب الفيديو
ظهرت الشخصية في لعبة فيديو الأسد الملك عام 1994 .  وفقًا لـ أوول جيم، يظهر سكار في نهاية لعبة الفيديو حيث يجب على سمبا أخيرًا «هزيمة العم سكار» و «إيقاف سكار واستعادة ما هو حق له». يلعب سكار دورًا مشابهًا في لعبة الفيديو الأسد الملك: مغامرة سيمبا القوية (2000)،  «معركة سيمبا مع سكار تختتم المستويات الستة الأولى من اللعبة.»  وفقًا لـ آي جي إن، تتميز لعبة الفيديو بأصوات طاقم الفيلم، بما في ذلك جيريمي آيرونز في دور سكار. تظهر سكار، التي عبر عنها جيمس هوران، كشخصية غير لاعب في مغامرة ديزني المتطرفة (2003)  و كينغدوم هارتس 2 كشرير يتحول في النهاية إلى شخصية عديمة القلب نتيجة «الكراهية والغيرة للشخصية.» 

#### النقش
يصنع سكار حجابًا موجزًا في فيلم الرسوم المتحركة الطويل من إنتاج شركة ديزني هرقل (1997) في شكل معطف من جلد الأسد العرج الذي كان يرتديه هرقل،  يسخر من الأسد نعمان. وهذا هو أيضا على الأرجح في إشارة إلى زازو ملاحظة الصورة (في الفيلم الأول) أن سكار «سيبذل سجادة رمي وسيم جدا» («ومجرد التفكير: كلما كان يحصل القذرة، يمكنك اخراجه وضربوه!»). كما عمل رسام الرسوم المتحركة المُشرف على سكار أندرياس ديجا كمشرف رسوم متحركة على هركليز.
تظهر جثة سكار أيضًا ظهورًا قصيرًا غير ناطق في حلقة من تيمون وبومبا (مسلسل كرتوني).

## استقبال

### النقد

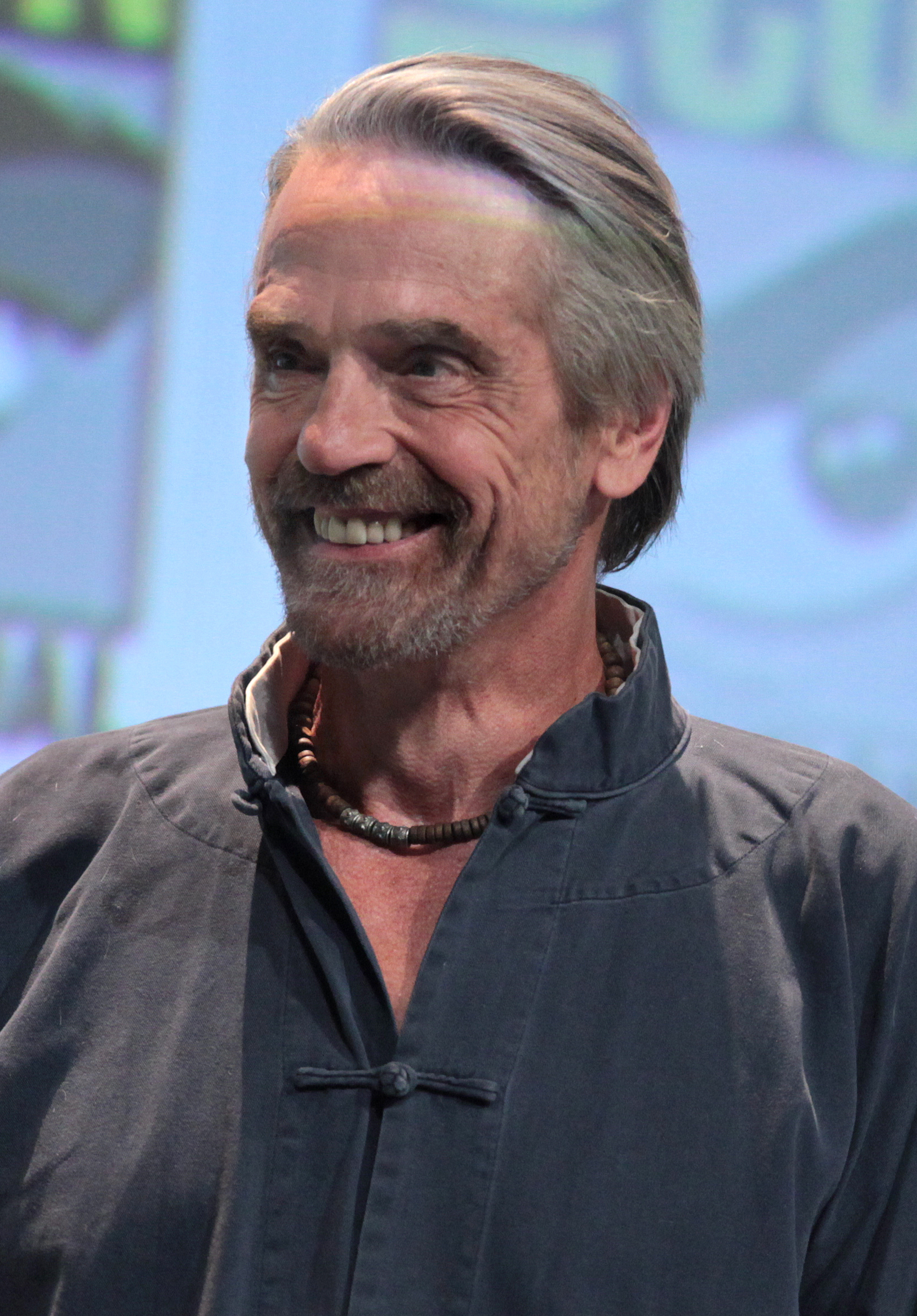
بالإضافة إلى الإشادة بالشخصية، استقبل نقاد الفيلم أداء آيرونز الصوتي بحماس. والجدير بالذكر أن آيرونز كانت واحدة فقط من بين الممثلين غير المسبوقين في الفيلم من قائمة الممثلين إيه.

والفيلم الذي يتميز بأصوات عدة معروفة من قائمة الممثلين-إيه، وهي آيرونز بدور سكار، ماثيو برودريك بدور سيمبا، جيمس إيرل جونز بدور موفاسا، ناثان لين بدور تيمون، ووبي غولدبرغ بدور شينزي،  الأسد الملك لديه منذ ذلك الحين تم الإشادة به باعتباره "أحد أكثر مجموعات المواهب الصوتية إثارة للإعجاب التي تم استخدامها على الإطلاق في فيلم الرسوم المتحركة."  أشار النقاد مرارًا وتكرارًا إلى أداء آيرونز، وأثنوا عليه على نطاق واسع: وصف سيندي وايت من آي جي إن أداء آيرونز بأنه "لذيذ للغاية،"  بينما كتب آندي باتريزيو من آي جي إن أن أصوات آيرونز "سكار" "في وضع شكسبير الشرير المثالي". رولينج ستون ' بيتر ترافرز أشاد آيرونز ل "تقديم [جي] أداء صخبا بارع بانتصار أن صفوف روبن وليامز " في علاء الدين ". أثنى بيتر ستاك من صحيفة سان فرانسيسكو كرونيكل على ديزني لقيامها "بإبراز مواهب الصوت"، وتحديداً آيرونز. فيلادلفيا ديلي نيوز وصف ' يدو صوت آيرونز بأنها" حريري "  في حين غراهام يونغ من بريد برمنغهام أشاد الأداء الفاعل بأنها" رائعة ". راديو تايمز كتب ' هاتشينسون،" جيريمي آيرونز [هو] في الصدارة الصوتية مثل سكار عمه الشرير ". رددت أنيت باسيلي من فيلمينك بيان هاتشينسون، حيث كتبت أن سكار "تم التعبير عنها باستمتاع جيريمي أيرونز". الجارديان ' فيليب الفرنسية ورأى "جيريمي آيرونز ممتازة مثل سكار الاسد الخسيس ببراعة". دافع ديفيد ستيريت من صحيفة كريستيان ساينس مونيتور عن تمثيل آيرونز واصفا إياه بأنه "رائع بشكل إيجابي". وأشاد ديسون هاو من صحيفة واشنطن بوست أيضًا بفيلم الفيلم ووصفه بأنه " مذهل "، وسلط الضوء على آيرونز باعتباره "مكانًا متميزًا". مشيدا فيلم للجمع بين بنجاح " الكبير أوبرا ميلودراما والمنخفضة للكوميديا مرحبا-جينكس"، و أورلاندو سنتينل اختتم ' جاي بويار أن "سبب واحد أنها تعمل بشكل جيد جدا معا هو أنه حتى أكثر الأقسام خطيرة تحتوي على مسحة من الفكاهة، قدمت ... من خلال الأداء الصوتي اللذيذ لجيريمي آيرونز في دور سكار. "  شعر ماثيو ديكيندر من سانت لويس بوست ديسباتش أن مكاوي "تتعامل مع كل الرفع الثقيل الدرامي".
حتى نقاد الفيلم الذين لم يعجبهم الفيلم بشكل عام كانوا يميلون إلى الاستمتاع بتوصيف سكار وأداء آيرونز. كتب تيرينس رافيرتي من النيويوركر، «من بين أصوات المشاهير في الموسيقى التصويرية، برز عرضان»، وهما «جيريمي آيرونز، بصفته سكار الأسد الشرير» الذي «يقوم بتقليد أنيق ومضحك لجورج ساندرز». (كان ساندرز نفسه قد أعرب عن شيريخان لديزني في نسختهم لعام 1967 من كتاب الأدغال). وصف ستيفن هانتر من صحيفة بالتيمور صن صوت آيرونز بأنه «غني بالسخرية الزنخة». تلفزيون بلا شفقة ' إيثان ألتر اعترف تتمتع سكار، مشيدا طابع «الشرير رائع وبسهولة أكثر أدركت من شخصيات الفيلم، وذلك بفضل حد سواء لأداء صخبا شرير رائع جيريمي آيرونز وبعض الحرف ذكي يزدهر نيابة عن الرسوم المتحركة بشكل كامل». ديفيد دينبي من نيويورك، الذي انتقد الفيلم بطريقة أخرى، شعر أن «آيرونز ... يبدو أنه يقضي وقتًا أفضل من أي وقت مضى في الأفلام.»  في مراجعة فاترة نادرة، شعر أنتوني كوين من الإندبندنت أن أداء آيرونز كان شديد الجاذبية: «ليبيراتشي أكثر من جورج ساندرز».
لا يزال توصيف إيجيوفور لـ سكار، على الرغم من مقارنته باستمرار بالأصل، موضع ترحيب بشكل عام. أشاد رينالدو ماتادين من سي بي آر إكسكلوسف بتجسيد سكار لكونه مخيفًا أكثر من الأصل لوجود المزيد من الدوافع في عمله بدلاً من الغيرة البسيطة وكيف أن سكار هو أكثر نشاطًا في قيادة الضباع. وبالمثل، تم الإشادة أيضًا بأداء إيجيوفور مثل سكار. أشاد أوين غليبرمان من تنوع تمثيل صوت إيجيوفور، وعلق على أن سكار يرفع رهانات الفيلم الدرامية، ويزيد من الرهان على ما فعله جيريمي آيرونز في فيلم سكار في إصدار 1994. يعلق سكوت مندلسون من فوربس أنه بينما يفضل سكار بأداء جيريمي آيرونز، فإنه لا يزال يشيد بأداء إيجيوفور لجعل سكار ممتازًا ودقيقًا.

### الجوائز والتراث
وفقًا لـ آي جي إن، أصبحت سكار وسمبا وموفاسا منذ ذلك الحين «أسماء مألوفة بفضل الشعبية الهائلة للفيلم ... ولكن في عام 1994، من كان يتوقع أن تدخل هذه الشخصيات في قاموس أشهر إبداعات ديزني؟»  يعتبر سكار من بين أعظم أشرار ديزني. استعرض ديزموند رايان من فيلادلفيا إنكويرر سكار بأنه «الشرير الأكثر حيوية في ملامح ديزني منذ أجيال.»  على نطاق أوسع، غالبًا ما يتم تبجيل سكار كواحد من أعظم الأشرار المتحركين في كل العصور. قامت مجلة إنترتاينمنت ويكلي بتضمين الشخصية في مقال «أفضل عشرة شخصيات شريرة في أفلام الرسوم المتحركة»، موضحةً، «لا يمكنك أن تتوقع أكثر من القمة فقط عندما تقترن مثل هذه الشخصية المتواطئة مع صوت جيريمي آيرونز المغري.»  وبالمثل، جاسوس الرقمية كتب ' أليكس فليتشر عن شخصية سكار في مقاله «من هي أعظم شخصية كرتونية شريرة من ديزني أكثر من أي وقت مضى؟» إن «المشهد الذي يترك فيه موفاسا ليلقى حتفه .. السقوط في مواجهة تدافع من الحيوانات البرية قد ترك صدمة عاطفية دائمة لجيل بأكمله.» 
احتلت هافينغتون بوست المرتبة الأولى في العد التنازلي "الترتيب النهائي لـ 25 من الأشرار الكلاسيكيين من ديزني". وبالمثل، احتلت بزفيد أيضًا المرتبة الأولى في قائمة موقع الويب "الترتيب النهائي لأفضل 20 شريرًا من ديزني"، حيث اتهم المؤلف جافي مورينو الشخصية بإزالة "براءة جيل بأكمله". كما تصدرت شخصية سكار موقع About.com ضمن أعلى عشر شخصيات أشرار من أبطال شركة ديزني". واختتم الكاتب ديفيد نصير بقوله: "هناك عدد قليل من الشخصيات في أعمال ديزني التي تستحق الشجب والفظاظة مثل سكار ... تم تعزيزه من خلال العمل الصوتي المتعجرف الرائع لجيريمي آيرونز. "  أدرج نصير أيضًا أيرون ضمن "أفضل 5 عروض صوتية لمشاهير في أفلام الرسوم المتحركة"، معترفًا بحقيقة أنه على الرغم من أن الممثل "لعب الكثير من الأشرار على مدار حياته المهنية ... لم يكن لأي منها التأثير الدائم مثل سكار من الأسد الملك . "  صنفت أورلاندو سنتينل سكار في المرتبة السادسة "أعظم شرير ديزني في كل العصور". وبالمثل، وضع موقع Babble.com أيضًا الشخصية في المرتبة السادسة. المدرجة في "اثنتي عشر شخصية شريرة من ديزني الأكثر شهرة من الأسوأ إلى الأفضل" على موقع الويب العد التنازلي، ياهو! افلام احتلت شخصية سكار المرتبة الثانية،  بينما احتلت موفيفون الشخصية السادسة. و في قناة إي! احتلت سكار المرتبة الخامسة، حيث كتب المؤلف جون بون أن الشخصية "خططت لواحدة من أكثر الوفيات إيلامًا في تاريخ ديزني، لذلك تعلم أنه لن يُنسى أبدًا". صنفت شبكة عالم الرسوم المتحركة سكار في المرتبة السادسة كأفضل شرير متحرك.
تعتبر سي إن إن سكار أحد «أكثر شخصيات ديزني رعبا».  أثناء تصنيف الشخصية الخامسة، كتبت صحيفة ستانفورد ديلي، «من عادته في اللعب السادي بفريسته إلى ضبعه الغبي إلى الطريقة التي يقود بها مملكة برايد روك في فترة من الجوع والحزن، ديكتاتور عمه طعن من ظهره». استشهد ريتشارد كراوس من مترو انترناشيونال أن «يحيا الملك» من سكار هو «الخط الأكثر شرًا» للشخصية. بالإضافة إلى ذلك، غالبًا ما يتم تبجيل أغنية «كن مستعدًا» باعتبارها واحدة من أعظم أغاني ديزني الشريرة.   كتبت مدونات ديزني الرسمية أن الأغنية، مع «مغنيي الضبع الاحتياطيين، وأفضل إيقاع صاخب لجميع أغاني الأشرار،» يثبت سكار أنه «خبير في المؤامرات الشريرة». بصرف النظر عن ديزني والرسوم المتحركة، غالبًا ما يتم تبجيل سكار كواحد من أعظم أشرار الأفلام في كل العصور. تميزت ديحيتال سباي بالشخصية التي، وفقًا للمؤلف سيمون رينولدز، «شددت على سواد قلبه بقتل والد سيمبا بلا رحمة»  بين «أعظم 25 فيلمًا شريرًا». وبالمثل، في عام 2012، صنفت مجلة انترتينمنت ويكلي الشخصية الخامسة والعشرين «الأكثر حقًا فيلم شرير» على الإطلاق،  بينما احتلت شركة توتال فيلم المرتبة السابعة والستون في عام 2014.
حتى الآن، لا يزال ديجا معروفًا بتحريك العديد من الأشرار الأكثر شهرة في ديزني، معترفًا بتفضيل الأشرار على الأبطال. ومع ذلك، بعد الأسد الملك، قرر ديجا أخيرًا أن يأخذ استراحة من تحريك الأشرار من أجل تجنب تكرار نفسه،  لاحقًا رفض تحريك الشرير القاضي كلود فرولو في أحدب نوتردام (فيلم 1996) (1996) لصالح العمل على هرقل من هرقل (1997)،  مع ميكي ماوس في الرسوم المتحركة القصيرة رانواي برين (1995). بمقارنة سكار مع الأشرار الآخرين الذين لعبهم، قال آيرونز إنه «يقيس بشكل كبير»، ولديه «سحر» و «صفات ميكافيلية» و «مبدعًا في بعض الأشياء التي يقولها».

### النقد والجدل
أصبح سكار أول شرير من ديزني ينجح في قتل شخص ما بشكل صريح. مثل بامبي ديزني قبل ذلك، الأسد الملك - أطلق عليها اسم «أحلك» الفيلم في الاستوديو في وقت صدوره -  لم يسبق له مثيل من حيث المواضيع الخطيرة، وهي الذنب والقتل والغدر والانتقام والموت، وتحديدا على -شاشة اغتيال أحد أبطال الفيلم. وفقًا لـ آي جي إن، فإن «مفاهيم قصة الفيلم عن الأخلاق والفناء ... كان جديدًا بالنسبة لشركة ديزني»،"  حيث توقعت صحيفة واشنطن بوست أن "وفاة البطلة موفاسا ستكون الجانب الأكثر نقاشًا على نطاق واسع في فيلم الأسد الملك، حيث ينحاز الناس إلى جانب ما إذا كانت هذه الأشياء جيدة أم سيئة للأطفال تمامًا كما فعلوا أثناء مقتل والدة بامبي ". وبالمثل، رأي فارايتي، "يجب على الجيل الذي يتذكر وفاة والدة بامبي على أنها صدمة نفسية أن يضع تلك التجربة في الاعتبار عند تحديد من يذهب إلى الأسد الملك ". أعرب نقاد الأفلام وأولياء الأمور على حد سواء عن قلقهم من أن طرق سكار العنيفة ستخيف المشاهدين الصغار وتزعجهم. في إشارة إلى قتل سكار موفاسا، تساءلت صحيفة نيويورك تايمز "ما إذا كان هذا الفيلم يستحق حقًا تصنيف "جي" في نظام جمعية الفيلم الأمريكي لتقييم الأفلام «. كما حذر النقاد من موت سكار. وحذرت موفيلين الجماهير من أن الفيلم» يُظهر إحساسًا غامضًا بالعدالة في إحدى القصص الخيالية «، على سبيل المثال عندما» تم أكل سكار من قبل حلفاء الضباع بعد خيانتهم لهم. ريل فيوز ' جيمس بيراردينيلي قائلا:
حذرت صحيفة لوس أنجلوس تايمز من أن «وفاة موفاسا على الشاشة والمعركة العنيفة في النهاية قد تزعج الأطفال الصغار»،  رددتها صحيفة فيلادلفيا إنكوايرر. ومع ذلك، شعر نقاد السينما أيضًا أن معاملة ديزني لشخصية سكار كانت في بعض الأحيان فاترة للغاية وكوميدية، حيث اشتكت ديزيريت نيوز، «معركة ذروتها بين سيمبا وعمه الشرير سكار  ... يعد اختيارًا سيئًا للغاية بالقرب من النهاية، حيث تقاتل سيمبا وسكار بحركة بطيئة، وهي لحظة خطيرة تبدو كوميدية عن غير قصد.»  وفقًا لصحيفة سياتل تايمز، «اشتكى بعض النقاد من أن الفيلم مضحك للغاية ولطيف للغاية بحيث لا يستوعب القصة القاتمة التي يرويها». يعتبر «مزيجًا غريبًا من الجدية القاتلة والفكاهة الهزلية . . . سيمبا تحارب سكار حتى الموت» بينما«تتقاطع معها . . . بومبا [ كذا ] ... عمل محاكاة ساخرة لترافيس بيكل. [كذا]» 
على الرغم من استحسانه عالميًا، أثار سكار جدلًا كبيرًا فيما يتعلق بمظهر الشخصية وشخصيتها، وتحديداً فروه الداكن اللون وحياته الجنسية المزعومة. ومع ذلك، يبدو أن عامة الناس ظلوا غافلين إلى حد كبير عن مثل هذه المخاوف وفقًا لديفيد باركنسون، مؤلف الدليل الخام للأفلام الموسيقية. شعرت صحيفة واشنطن بوست أن "سكار تعني بوضوح تمثيل أمريكي أفريقي شرير لأنه" بينما يكون لبدة سيمبا حمراء بشكل رائع، فإن سكار هو بالطبع أسود. "  وفي الوقت نفسه، السلوكيات سكار والصوت الذي، وفقا لكابوس على الشارع الرئيسي: الملائكة، سادية مازوخية، والثقافة القوطية ' مؤلف مارك إدموندسون، تشبه "والمزروعة، الذي أنهكته العالم، رجل مثلي الجنس"  وقد اعتبرت الخوف من المثليين من قبل بعض المعلقين لأنه، وفقًا للإندبندنت، "إيماءات الشرير الرئيسي مخنثة "  بينما، بالإضافة إلى أن الفيلم "مليء بالصور النمطية"،  الشخصية "تتحدث في كليشيهات مثلي الجنس المفترض". لاحظت سوزان ماكي كاليس، مؤلفة كتاب البطل والرحلة الدائمة إلى المنزل في الفيلم الأمريكي، أن سكار "أكثر تخنيثًا [و] أقل قوة ... من "كل من موفاسا وسيمبا. بالإضافة إلى ذلك، "على الرغم من أنه من المتوقع أن يتزاوج [سكار] مع إحدى اللبؤات، إلا أنه لم يره أحد من قبل يفعل ذلك."  تتعارض هذه المزاعم مع الحقائق المتعلقة بالأسود الحقيقية: بحيث تشير دارك ماناس إلى ارتفاع مستويات هرمون التستوستيرون لديهم، وتظهر التجارب أن ذكور الأسود، وفقًا لذلك، يجدون الأسود السوداء اللون أكثر تخويفًا بينما تجد اللبؤات أكثر جاذبية. بينما تجاهل مديرو ديزني التنفيذيون هذه الاتهامات، دافعت مجلة سلانت عن الاستوديو، موضحة أن لبدة سكار السوداء هي مجرد مثال على "المحاولات الأولية لرسامي الرسوم المتحركة لتلوين الشر للجمهور المستهدف للفيلم". وبالمثل، كتب المؤلف إدوارد شيابا في كتابه ما وراء الصواب التمثيلي: إعادة التفكير في نقد وسائل الإعلام الشعبية أن صوت سكار كان المقصود منه ببساطة "نقل نوع التكبر من الطبقة العليا الذي أظهره أداء جورج ساندرز في دور شيريخان في كتاب الأدغال ".